# إسماعيل العمور
إسماعيل العمور (مواليد 2 أكتوبر 1984 في غزة) لاعب كرة قدم فلسطيني في صفوف هلال القدس الذي يلعب في الدوري الفلسطيني للمحترفين. يلعب أيضاً لصالح منتخب بلاده. ويجيد اللعب في مركز الوسط.

## أهدافه الدولية
| #  | تاريخ          | مكان                                      | خصم                      | نتيجة     | منافسة                  |
| -- | -------------- | ----------------------------------------- | ------------------------ | --------- | ----------------------- |
| 1. | 1 أبريل 2006   | ملعب بانغاباندو الوطني، داكا              | غوام                     | فوز 11–0  | كأس التحدي الآسيوي 2006 |
| 2. | 9 سبتمبر 2006  | ملعب الشيخ خليفة الدولي، العين            | العراق                   | تعادل 2–2 | تصفيات كأس آسيا 2007    |
| 3. | 10 أكتوبر 2009 | ملعب زعبيل، دبي                           | الإمارات العربية المتحدة | تعادل 1–1 | مباراة ودية             |
| 4. | 29 يونيو 2011  | ملعب ميتالورغ المقاطعة الأولى، تورسونزاده | أفغانستان                | فوز 2–0   | تصفيات كأس العالم 2014  |
| 5. | 17 ديسبر 2011  | ملعب أحمد بن علي، الريان                  | السودان                  | فوز 2–0   | الألعاب العربية 2011    |
| 6. | 18 يونيو 2012  | ملعب علي محسن المريسي، صنعاء              | اليمن                    | فوز 2–1   | مباراة ودية             |
| 7. | 28 يونيو 2012  | ملعب الملك فهد، الطائف                    | السعودية                 | تعادل 2–2 | كأس العرب 2012          |

## وصلات خارجية
- إسماعيل العمور على موقع الاتحاد الدولي (مؤرشف)  (الإنجليزية)
- إسماعيل العمور على موقع قاعدة بيانات كرة القدم.إي يو (الإنجليزية)
- إسماعيل العمور على موقع ناشيونال فوتبول تيمز (الإنجليزية)
- إسماعيل العمور على موقع Soccerway.com (الإنجليزية)